# 3034 Climenhaga
Climenhaga (asteróide 3034) é um asteróide da cintura principal, a 1,8366518 UA. Possui uma excentricidade de 0,2098407 e um período orbital de 1 294,38 dias (3,55 anos).
Climenhaga tem uma velocidade orbital média de 19,5360455 km/s e uma inclinação de 4,92165º.
Este asteróide foi descoberto em 24 de Setembro de 1917 por Max Wolf.